# Далматов, Тимофей Андреевич
Тимофей Андреевич Далматов (1908, Вятково, Владимирская губерния — 2010, Котовск, Тамбовская область) — советский хозяйственный, государственный и политический деятель.

## Биография
Родился в 1908 году в деревне Вятково (ныне — Лежневский район Ивановской области). Член КПСС.
С 1926 года — на хозяйственной, общественной и политической работе. В 1926—1972 годах — подсобный рабочий в Иваново, выпускник Ивановского химико-технологического института, мастер смены 3-го производства завода № 204, начальник производства, главный технолог завода № 204, директор завода № 204/Тамбовского порохового завода.
Делегат XXII съезда КПСС.
Почётный гражданин города Котовска.
Умер в Котовске в 2010 году.